# José Pereira
José Pereira (Torres Vedras, 15 settembre 1931) è un ex calciatore portoghese, di ruolo portiere.

## Carriera
Con la Nazionale portoghese ha preso parte ai Mondiali del 1966.

## Palmarès

### Club

#### Competizioni nazionali
- Coppa del Portogallo: 1

Belenenses: 1959-1960